# Patriots.eu
Patriots.eu, tidigare Identitet och demokrati (ID) och dessförinnan Rörelsen för nationernas och friheternas Europa (engelska: Movement for a Europe of Nations and Freedom, MENF), är ett euroskeptiskt och högerpopulistiskt europeiskt politiskt parti. Det grundades ursprungligen 2014 och består av bland annat franska Rassemblement National, österrikiska Frihetspartiet, italienska Lega Nord och belgiska Vlaams Belang. I Europaparlamentet sitter partiets ledamöter i Gruppen Patrioter för Europa.
Partiet registrerades som ett europeiskt politiskt parti i september 2017. Partiet antog sitt nuvarande namn under 2024.